# Strašilo (DC Comics)
Dr. Jonathan Crane, poznatiji kao Strašilo je izmišljeni lik, supernegativac u stripovima koje izdaje DC Comics. Psiholog koji koristi razne droge i psihološke taktike da istraži strahove i fobije svojih protivnika, Strašilo je jedan od najvećih neprijatelja Batmana. Irski glumac Cillian Murphy glumio ga je u filmovima Batman: Početak, Vitez tame, i Vitez tame: Povratak. 2009. Strašilo je rangiran kao IGN-ov 58. najveći stripovski negativac svih vremena.